# Mall (film)
Mall è un film del 2014 diretto da Joe Hahn. Sceneggiato da Sam Bisbee, Vincent D'Onofrio e Joe Vinciguerra, il film è basato sull'omonimo romanzo di Eric Bogosian. Si tratta del primo lungometraggio diretto da Hahn, disc jockey del gruppo musicale dei Linkin Park, dopo il suo cortometraggio The Seed.

## Trama
Malcom è un ragazzo senza più ragioni di vita. Solo i cristalli di metanfetamina, unica cosa della quale ha bisogno a prescindere, gli danno la carica di andare avanti. Munito di una borsa piena di armi ed esplosivi fatti in casa, si avvia verso il vicino supermercato con l'intento di provocare qualcosa di concreto. In questa guerra personale non cambierà radicalmente soltanto la sua vita, ma anche quella di altre persone che si troveranno nel posto sbagliato nello stesso momento: un adolescente il cui passatempo preferito è fumare erba nella sua malinconia, una casalinga che si è lasciata alle spalle i suoi giorni migliori, un avido uomo d'affari il cui unico desiderio è quello di incrementare la sua ricchezza e un pervertito depresso.

## Produzione

### Concezione e regia
La produzione del film è stata gestita da vari produttori: Erika Hampson, Sam Maydew e soprattutto da Vincent D'Onofrio. I produttori esecutivi sono stati invece Shaked Berenson e Patrick Ewald.
Il film è stato diretto da Joe Hahn, membro del gruppo musicale statunitense dei Linkin Park. Anche altri membri del gruppo hanno partecipato alla registrazione della colonna sonora del film.

### Riprese
Le riprese del film sono state effettuate nella parte ovest di Los Angeles. Altre informazioni riguardo alla location sono state tenute segrete. Ai membri del Linkin Park Underground che vivevano a Los Angeles è stata data la possibilità di incontrare personalmente Joe Hahn durante le riprese.
In un video pubblicato su YouTube, Hahn ha affermato che «Il film è già stato girato da un anno e proprio ora stiamo finendo The Hunting Party». ha poi aggiunto: «il film sta venendo bene. Lo abbiamo finito, e ci stiamo preparando per farlo uscire, e speriamo possiate vederlo presto». Riguardo alla differenza tra la regia di un video musicale e di un film, Hahn ha detto che: «È diverso girare un film rispetto ad un video, perché hai decisamente più tempo. E hai a che fare con una produzione più grande, con i dialoghi e l'interazione tra persone».
In un'altra intervista su Forbes, Hahn ha ulteriormente spiegato la differenza come: «Penso ci siano un sacco di parallelismi e di differenze, con i video vuoi catturare l'essenza della musica e aiutare le persone a riconoscere chi sta facendo la musica. Con i film... devi avere una sceneggiatura abbastanza solida. Se la sceneggiatura è forte, si può veramente giocare con le idee e permettere alle persone di essere veramente creative, fintanto che queste seguono le linee guida di quelle che sono, per il regista, le sue aspettative».

## Colonna sonora

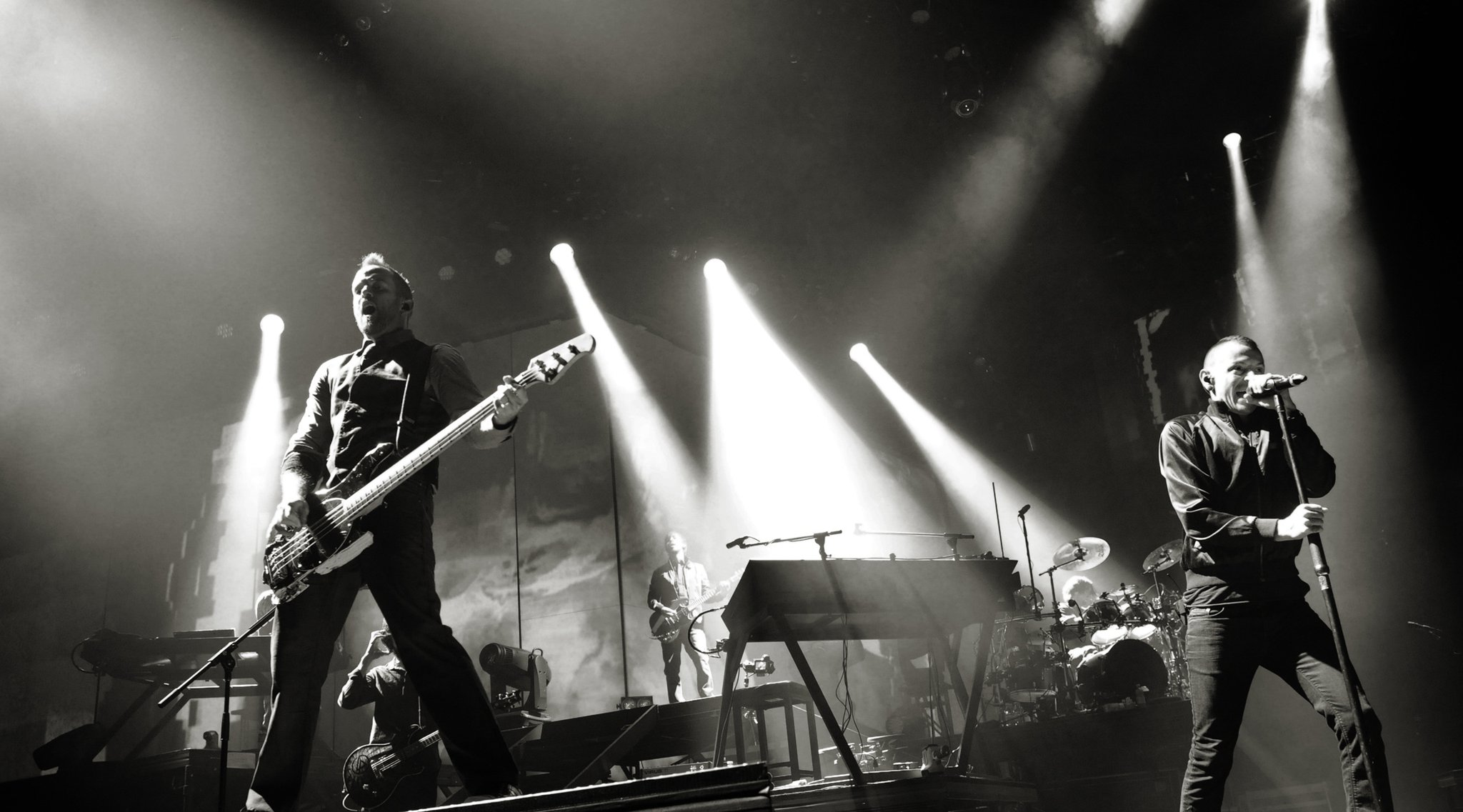
I Linkin Park in concerto a Berlino nel 2010

La colonna sonora del film è stata composta da Chester Bennington, Mike Shinoda, Dave Farrell e Hahn stesso (membri dei Linkin Park) insieme a Alec Puro, batterista dei Deadsy. Un brano intitolato It Goes Through, nella quale Shinoda è la voce principale, è stato utilizzato per il trailer del film pubblicato il 28 maggio 2014. Un altro, intitolato White Noise, è stato reso disponibile per il download gratuito attraverso il sito dei Linkin Park.

## Distribuzione
Il film è stato pubblicato il 18 giugno 2014 in Francia, con il titolo Mall: A Day to Kill, in formato DVD e Blu-ray Disc.
Negli Stati Uniti d'America il film è stato proiettato durante un evento organizzato dalla compagnia The Nerd Machine il 24 luglio 2014 al Petco Park di San Diego, subito dopo l'esibizione dei Linkin Park agli MTVU Fandom Award. In seguito è stato reso disponibile online in edizione DVD il 13 gennaio 2015.